# 卡罗琳娜·科斯塔格兰德

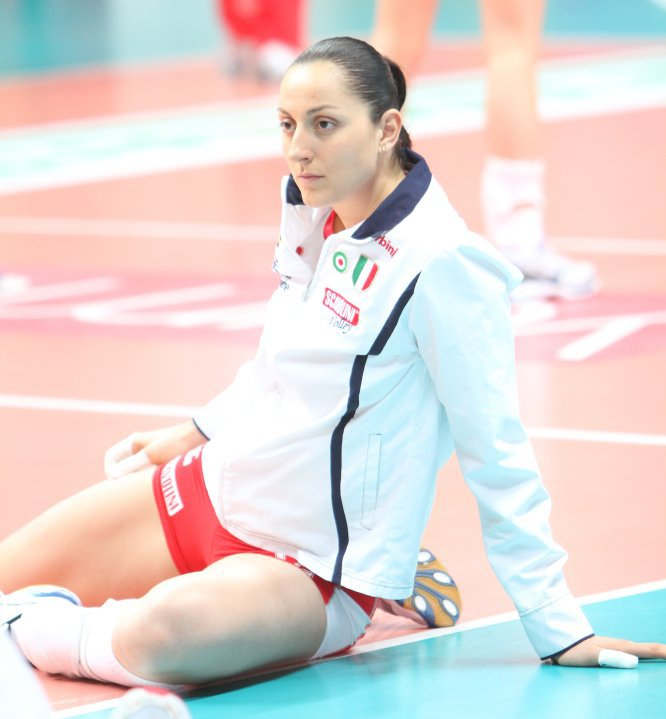
卡罗琳娜·科斯塔格兰德

卡罗琳娜·科斯塔格兰德（西班牙語：Carolina Costagrande，1980年10月15日—），意大利女子排球运动员。她曾代表意大利国家队参加2012年夏季奥林匹克运动会排球比赛，结果在八强赛止步，无缘奖牌。